# António Chagas Rosa
António Manuel Chagas Rosa (ur. 1 czerwca 1960 w Lizbonie) – portugalski kompozytor i pedagog.

## Życiorys
Studiował grę fortepianową w Konserwatorium Lizbońskim (dyplom w 1981) oraz historię w Universidade Nova de Lisboa (dyplom w 1983). Dzięki stypendium Fundacji Calouste Gulbenkiana wyjechał w 1987 do Holandii, gdzie w Konserwatorium w Amsterdamie kontynuował studia w zakresie fortepianu oraz muzyki kameralnej XX wieku u Alexandru Hrisanide’a. Następne stypendium, które otrzymał od portugalskiego ministerstwa kultury umożliwiło mu kontynuację studiów kompozytorskich w Konserwatorium w Rotterdamie (dyplom w 1992) pod kierunkiem Petera-Jana Wagemansa i Klaasa de Vriesa. Uczestniczył tam także w seminariach prowadzonych przez Michaela Tippetta, Witolda Lutosławskiego, Luciana Berio i Harrisona Birtwistle’a.
Był pianistą i asystentem dyrygenta w operze holenderskiej (Het Muziekthater) i przez sześć lat uczył w konserwatorium w Amsterdamie. W latach 1977–1984 występował jako pianista w Portugalii z Orquestra Gulbenkian i radiową Orquestra Sinfónica of Portuguese. Od 1996 jest wykładowcą muzyki kameralnej na Universidade de Aveiro, gdzie uzyskał tytuł doktora w 2006.

## Twórczość
W kompozycjach Chagasa Rosy można zauważyć wpływy Albana Berga i Aleksandra Skriabina, na co wyraźnie wskazuje skłonność do ekspresjonistycznej i chromatycznej tonalności . Jego twórczość obejmuje wiele cykli pieśni, muzykę kameralną dla dużych i małych zespołów, różne utwory symfoniczne, koncert na fortepian i orkiestrę oraz dwie opery kameralne.

## Wybrane kompozycje
(na podstawie materiału źródłowego )

### Opera kameralna
- Cânticos para a remissão da fome, 1990–1994

### Utwory orkiestrowe
- Antinous na kwartet smyczkowy i orkiestrę, 1990–1992
- A ascensão de Icaro na fortepian i orkiestrę, 1994–1995
- 3 Consolations na 2 recytatorów i orkiestrę smyczkową, 1996–1998

### Utwory wokalne
- 3 gacelas na alt i orkiestrę, 1988–1989
- Songs of the Beginning na sopran i fortepian, 1992
- Afonso Domingues, por exemplo na baryton, fortepian, skrzypce i wiolonczelę, 1996
- O céu sob as entranhas na baryton, fortepian, skrzypce i wiolonczelę, 1996
- 7 épigrammes de Platon na sopran i fortepian, 1997

### Utwory kameralne
- Sonata na fortepian, 1987
- Meghasandeshamna klawesyn i kwartet smyczkowy, 1989–1992
- Angkor na altówkę i fortepian, 1995